# Ricania guttata
Ricania guttata är en insektsart som först beskrevs av Walker 1851.  Ricania guttata ingår i släktet Ricania och familjen Ricaniidae. Inga underarter finns listade i Catalogue of Life.